# Mauricio Diez Canseco
Mauricio Diez-Canseco Beggiato (Lima, 12 de abril de 1964), conocido también como Brad Pizza o Pizzero, es un empresario, filántropo, productor de televisión y político ítalo-peruano, fundador de su propia cadena de restaurantes Rústica.

## Biografía

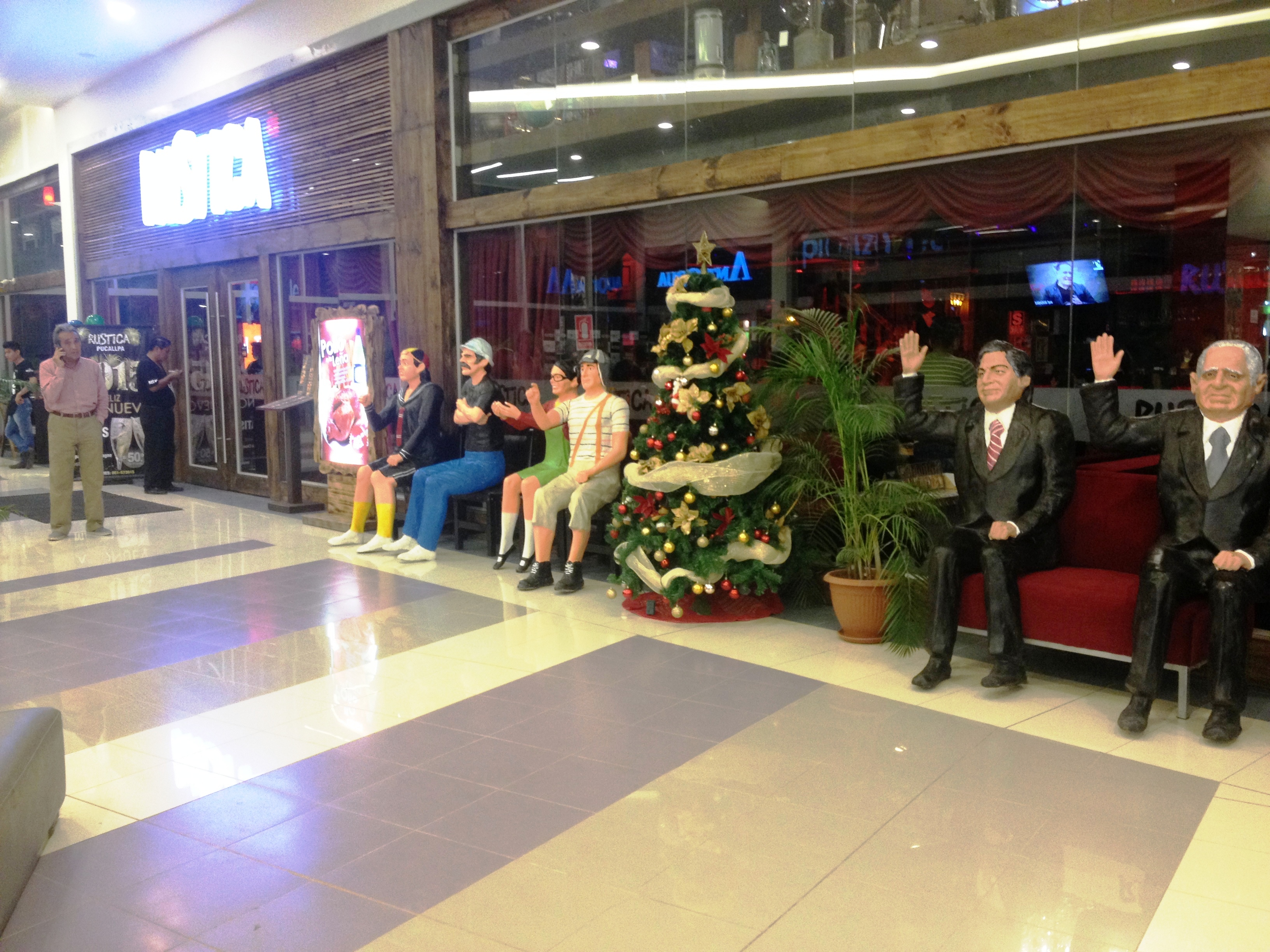
Cadena de comidas Rustica, en la ciudad de Pucallpa.

Mauricio Diez Canseco Beggiato nació el 12 de abril de 1964. Proveniente de una familia de clase trabajadora, vivió con su padre peruano y madre italiana en el barrio de Zárate, San Juan de Lurigancho, vendiendo marcianos (tipo de helados dulces comunes en el Perú) y ropa durante su niñez. Estudió en el Colegio Militar Leoncio Prado. Ingresó a la Universidad Inca Garcilaso de la Vega con la carrera de ingeniería administrativa y alcanzó la maestría en marketing y negocios internacionales en la Universidad Nacional Federico Villarreal.
Ya como administrador, Mauricio fundó Pastipizza, empresa pionera en el país que luego quebró. Años más tarde, en 1993, fundaría otra cadena de restaurantes llamada Rústica relacionado con la comida nacional. Su apodo de Brad Pizza, juego de palabras con el actor Brad Pitt que personifica a un galán de las pizzerías, le llevó a ser conocido en la farándula peruana.
Colaboró como jefe de campaña del partido político Perú Posible y, más tarde, en el Programa Nacional de Asistencia Alimentaria (PRONAA) durante el gobierno de Alejandro Toledo. Por breve tiempo fue presidente de la fundación Sí se puede y vicepresidente de la Organización Internacional de la Empresa Peruana Emergente.
En 2006 produce el evento La peña de la risa que reunió a varios comediantes de la televisión. En el año 2007, se sumó al programa cómico Astros de la risa, donde desempeñaba como director y productor general, además de contar con los cómicos Miguel Barraza, Melcochita, Arturo Álvarez y Alfredo Benavides, la modelo Luciana Salazar y la bailarina Belén Estévez en el elenco principal. A la vez Gente Internacional lo nombró «empresario revelación» en la edición especial por los 49 años de la revista.
En el año 2010 debutó como conductor radial en Radio Miraflores. Al año siguiente concursó para el Rally Internacional Copa Presidente de la República. Fue eliminado por los organizadores tras un accidente automovilístico sin aclarar las causas.
El 9 de agosto de 2014 Mauricio lanzó su espacio en Panamericana Televisión Construyendo esperanza, dedicada a labores sociales. En septiembre del mismo año fue condecorado por el Congreso del Perú por los apoyos sociales emitidos en su programa.
El 5 de febrero de 2015, tuvo un cameo en la película El pequeño seductor como él mismo. En ese proyecto, compartió con el comediante Miguel Barraza.
Mauricio participó en la política entre 2015 y 2016 a través de su partido Movimiento Democrático Ciudadano junto a su hija Alejandra Diez Canseco. La campaña hacia la presidencia tuvo aceptación del público en sus primeros meses incluyendo planes para combatir el abuso sexual.
Diez Canseco concursó en el reality show de baile El gran show: primera temporada conducido por Gisela Valcárcel.
Desde el 3 de febrero de 2024, produce su propio concurso, Cazador de talentos, con la participación de Tilsa Lozano, Belén Estévez y Carlos Cacho de calificadores. En septiembre de ese año, el canal Panamericana renovó una segunda temporada que se emitiría después de Al sexto día y que contaría con votos del público en redes sociales.

## Vida personal
Hijo de Ángel Jorge Diez-Canseco Rivera y Edda Beggiato.
Mauricio estuvo casado con la ex modelo Daysi Ontaneda entre 2007 y 2009, cuyo matrimonio fue televisado en Magaly TeVe. Tras el divorcio de Ontaneada y posteriormente de Paula Marijuan, Mauricio admitió que cuida a sus hijos «para enfrentar a los delincuentes, yo ando con armas, y haré de todo para velar por su seguridad». Más adelante tuvo con noviazgo con Leslie Castillo entre 2010 y 2012, en la relación se generó un crisis con la pérdida de su hijo en gestación. Entre el 2012 y 2014, Mauricio tuvo un relación con la cantante cubana Daylin Curbelo.
En el 2016, se casó con Antonella de Groot, madre de su último hijo Francesco, nacido en el 2018. Ambos se divorciaron en el 2019.
En el 2020, se reencuentra con su primogénito Rodrigo Colareta, el hijo que no veía desde hace 22 años y no fue hasta ese año que hubo su reencuentro.

## Controversias
En 2008 Diez Canseco fue sentenciado por difamación hacia Nicolás Lúcar tras acusaciones de estafa en un reportaje de Mabel Huertas en Día D. En 2009, luego que fuera absuelto, el empresario decidió no contrademandarlo.
En julio de 2015 los funcionarios de la Superintendencia Nacional de Aduanas y de Administración Tributaria (SUNAT) intervinieron oficinas administrativas de Rústica. La institución acusó a Diez Canseco de defraudación tributaria y lavado de activos entre los años 2011 y 2012. La cadena de restaurante fue acusada posteriormente ante Indecopi por forzar a sus clientes en tener una membresía.